# Miastków Kościelny (gmina)
Pour les articles homonymes, voir Miastków Kościelny.
Miastków Kościelny est une gmina (commune) rurale du powiat de Garwolin, dans la Voïvodie de Mazovie, dans le centre-est de la Pologne.
Son siège administratif  est le village de Miastków Kościelny, qui se trouve à environ 14 kilomètres à l'est de Garwolin (siège de la powiat) et 68 kilomètres au sud-est de Varsovie (capitale de la Pologne).
La gmina couvre une superficie de 85,24 km2 pour une population de 5 019 habitants en 2006.

## Histoire
De 1975 à 1998, la gmina est attachée administrativement à la voïvodie de Siedlce. Depuis 1999, elle fait partie de la voïvodie de Mazovie.

## Géographie
La gmina inclut les villages et localités suivantes :
- Brzegi
- Glinki
- Kruszówka
- Kujawy
- Miastków Kościelny
- Oziemkówka
- Przykory
- Ryczyska
- Stary Miastków
- Wola Miastkowska
- Zabruzdy
- Zabruzdy-Kolonia
- Zasiadały
- Zgórze
- Zwola
- Zwola Poduchowna

### Gminy voisines
La gmina de Miastków Kościelny est bordée des gminy suivantes :
- Borowie
- Górzno
- Stoczek Łukowski
- Wola Mysłowska
- Żelechów

## Structure du terrain
D'après les données de 2002, la superficie de la commune de Miastków Kościelny est de 85,24 km2, répartis comme tel :
- terres agricoles : 80%
- forêts : 16%

La commune représente 6,64% de la superficie du powiat. 

## Démographie
Données du 30 juin 2004 :
| description        | Total  | Total | Femmes | Femmes | Hommes | Hommes |
| ------------------ | ------ | ----- | ------ | ------ | ------ | ------ |
| Unité              | Nombre | %     | Nombre | %      | Nombre | %      |
| population         | 5 073  | 100   | 2 478  | 48,8   | 2 595  | 51,2   |
| Densité (hab./km²) | 59,5   | 59,5  | 29,1   | 29,1   | 30,4   | 30,4   |